# Wust El-Balad
Wust El-Balad (араб. وسط البلد‎) — египетская музыкальная группа, исполняющая софт-рок.

## История
Группа сформировалась ещё в 1999 году, но первый альбом был выпущен в 2007.
В 2013 компания Red Bull организовала музыкальное соревнование (саунд-клэш) между двумя наиболее известными рок-группами Египта — Cairokee и Wust El-Balad, на котором также выступали другие египетские музыканты.

## Состав
- Хани Адель — гитарист и вокалист, один из создателей группы.
- Ахмед Омран — флейтист, также играет на уде, один из создателей группы.
- Мохамед Гамаль-эль-Дин (Мизо) — барабанщик.

## Дискография

### Wust El-Balad(2007)
Wust El-Balad (араб. وسط البلد‎) — первый альбом группы, выпущенный в 2007 году.

#### Список треков
1. «Arabily» — 4:18
2. «Wust El Balad» — 4:24
3. «Shams El Nahar» — 4:34
4. «Antika» — 4:05
5. «Yemken» — 5:34
6. «Hela Hop» — 4:21
7. «A’m Mina» — 5:19
8. «Magnoun» — 3:27
9. «Etkalemy» — 3:06
10. «Kol Lel Maliha» — 3:52

### Rubabekya(2011)
Rubabekya (араб. روبابيكيا‎) — второй альбом группы, выпущенный в 2011 году.
Track listing
1. «Robabekya» — 4:35
2. «Kol Youm» — 6:05
3. «Ala Hesb Wedadak» — 4:06
4. «Soal Wahed» — 4:43
5. «Men Gowa Al Qahera» — 3:05
6. «Aly» — 4:04
7. «Ya Jzera» — 5:26
8. «Aneqeni» — 4:14
9. «El Garia Wel Sultan» — 5:11
10. «Le Habibon» — 5:28

### Karakib(2014)
Karakib (араб.  كراكيب‎) — третий альбом группы, выпущенный в 2014 году.
Track listing
1. «Karakib» (junk) — 5:05
2. «HEB Nafsak» (love your self) — 3:07
3. «El denya ballona» (the world is a balloon) — 4:51
4. «El oghnya el frensya» (the French song) — 3:21
5. «Mandel ya beh» — 4:24
6. «zay El sukkar» (like sugar) — 4:43
7. «Ya abo el benettah» — 3:35